# 3-й
3-й (рос. 3-й) — селище у складі Чебулинського округу Кемеровської області, Росія.
Старі назви — Посьолок № 3, Роздольний.

## Населення
Населення — 62 особи (2010; 63 у 2002).
Національний склад (станом на 2002 рік):
- росіяни — 97 %